# The European Rest Cure
The European Rest Cure je americký němý film z roku 1904. Režisérem je Edwin S. Porter (1870–1941). Film trvá zhruba 17 minut. Film obsahuje komický efekt založený na karikaturních stereotypech o evropských národnostech.

## Děj
Američan jede na ozdravný pobyt do Evropy. Místo toho, aby relaxoval, prožije hrozné utrpení.